# Bruchfrucht
Die Bruchfrucht (auch Gliederfrucht genannt) ist eine Unterform der Zerfallfrucht. Sie zerbricht bei der Reife entlang meist falscher aber auch echter Scheidewände (Septen) in mehrere einsamige Teilfrüchte. Im Unterschied teilt sich die Spaltfrucht entlang echter Scheidewände in einzelne Merikarpien, Teilfrüchte.
Die Bruchfrüchte lassen sich unterteilen in
- Gliederhülse (Lomentum): die Frucht wird aus einem Fruchtblatt gebildet und ist quergegliedert und zerfällt in einsamige Teilglieder. In Mitteleuropa tritt diese Fruchtform bei einigen Schmetterlingsblütlern auf, z. B. bei Kronwicken, Hufeisenklee und Süßklee.
  - Rahmenhülse (Craspedium): eine Form der Gliederhülse, bei der die Bauch- und Rückennaht (Replum) nach dem Herausfallen der Glieder als Rahmen stehenbleiben; Mimosoideae.[2]

- Gliederschote (Bilomentum): die Frucht wird aus mehreren (2 oder 4) Fruchtblättern gebildet und ist quergegliedert und zerfällt in einsamige Teilglieder. In Mitteleuropa tritt diese Fruchtform bei einigen Kreuzblütlern auf, z. B. beim Rettich; Hederich und dem Meersenf.

- Klausenfrucht: die Frucht zerfällt durch die Spaltung echter Scheidewände und das Zerbrechen entlang falscher Scheidewände. Sie wird meist aus zwei Fruchtblättern gebildet und ist längsgegliedert. Wichtige Pflanzenfamilien mit dieser Fruchtform sind die Lippenblütler und die Raublattgewächse.

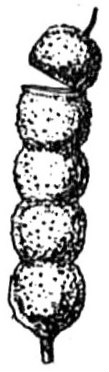
Gliederhülse von Hedysarum
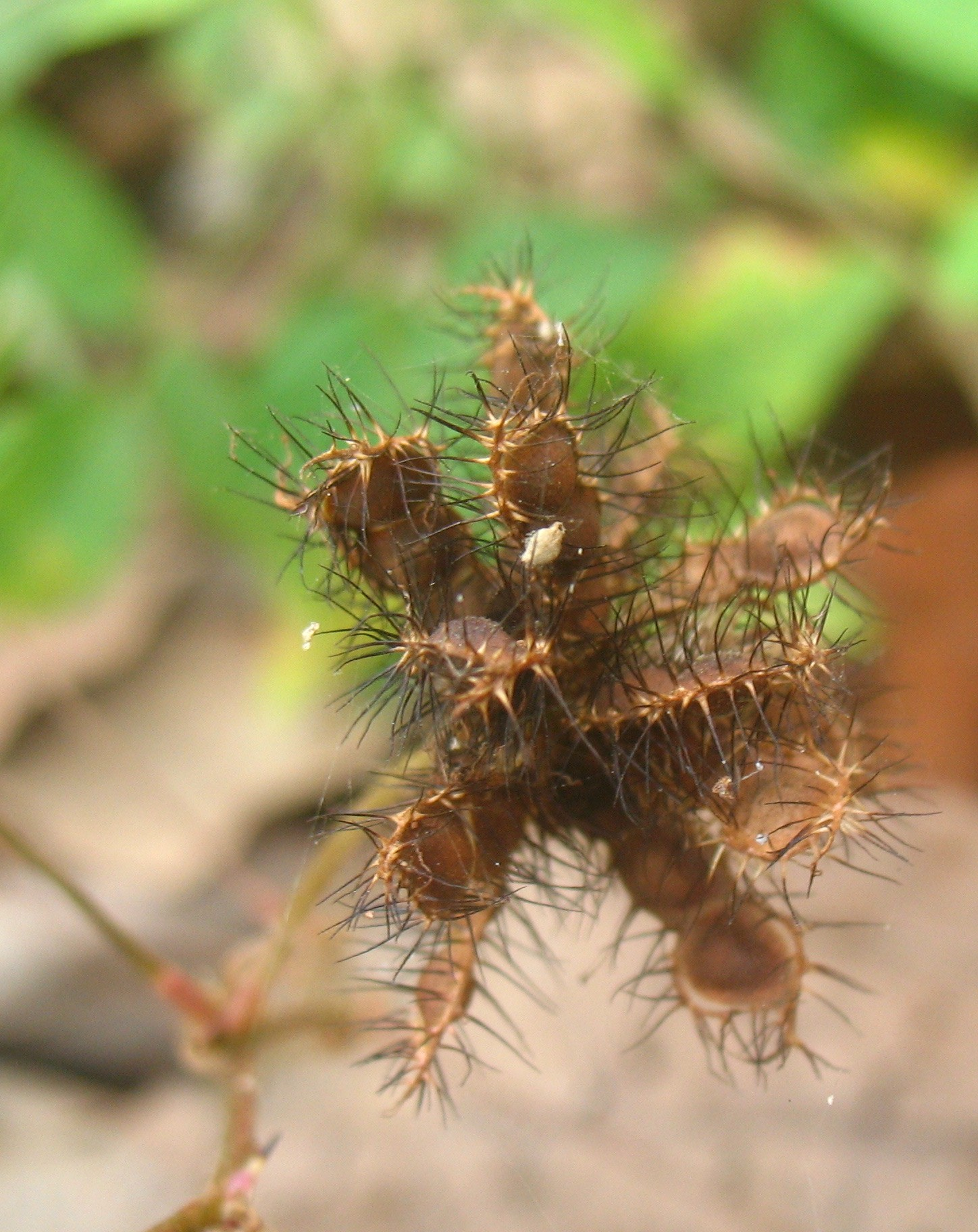
Rahmenhülsen von Mimosa pudica
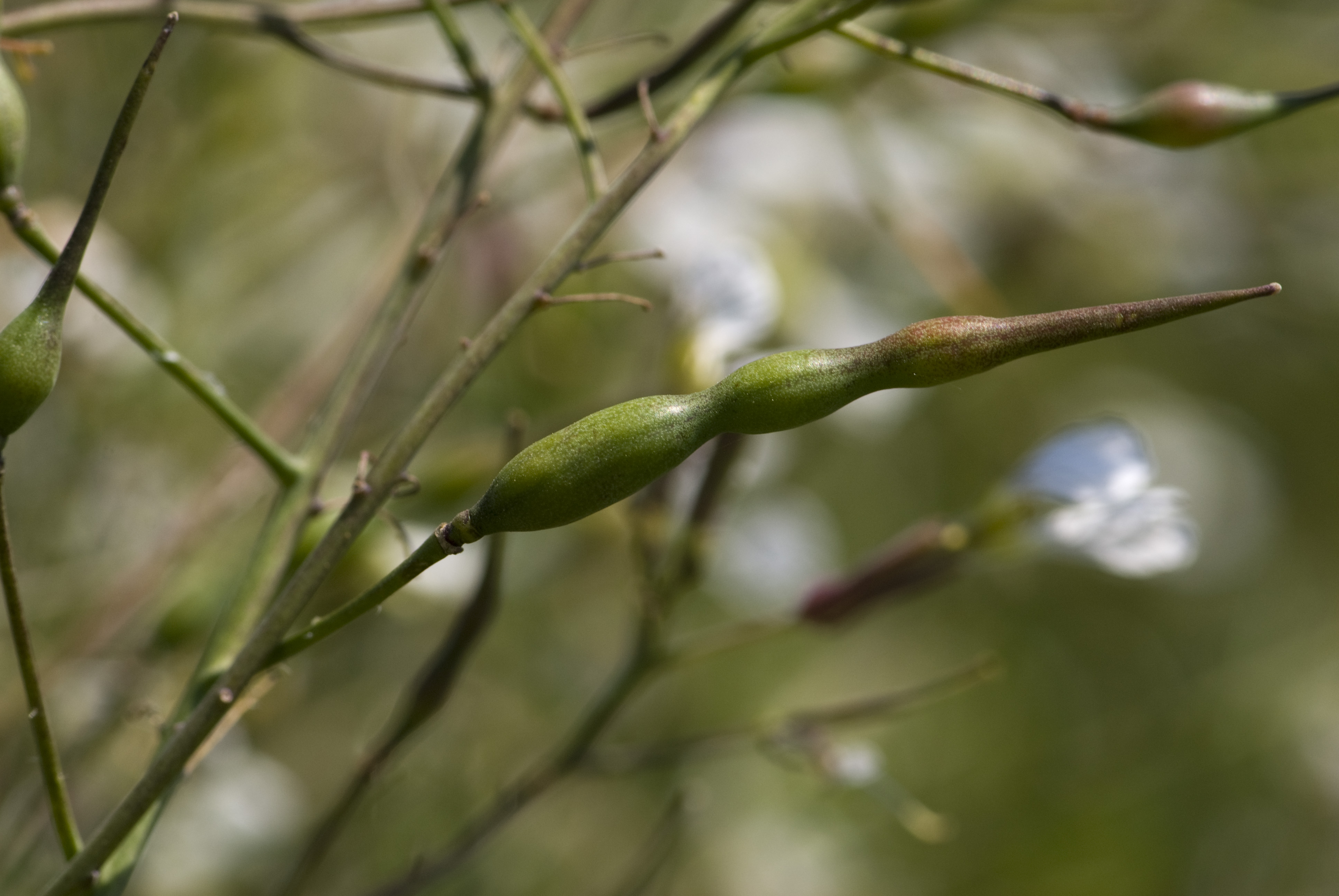
Gliederschote von Raphanus raphanistrum
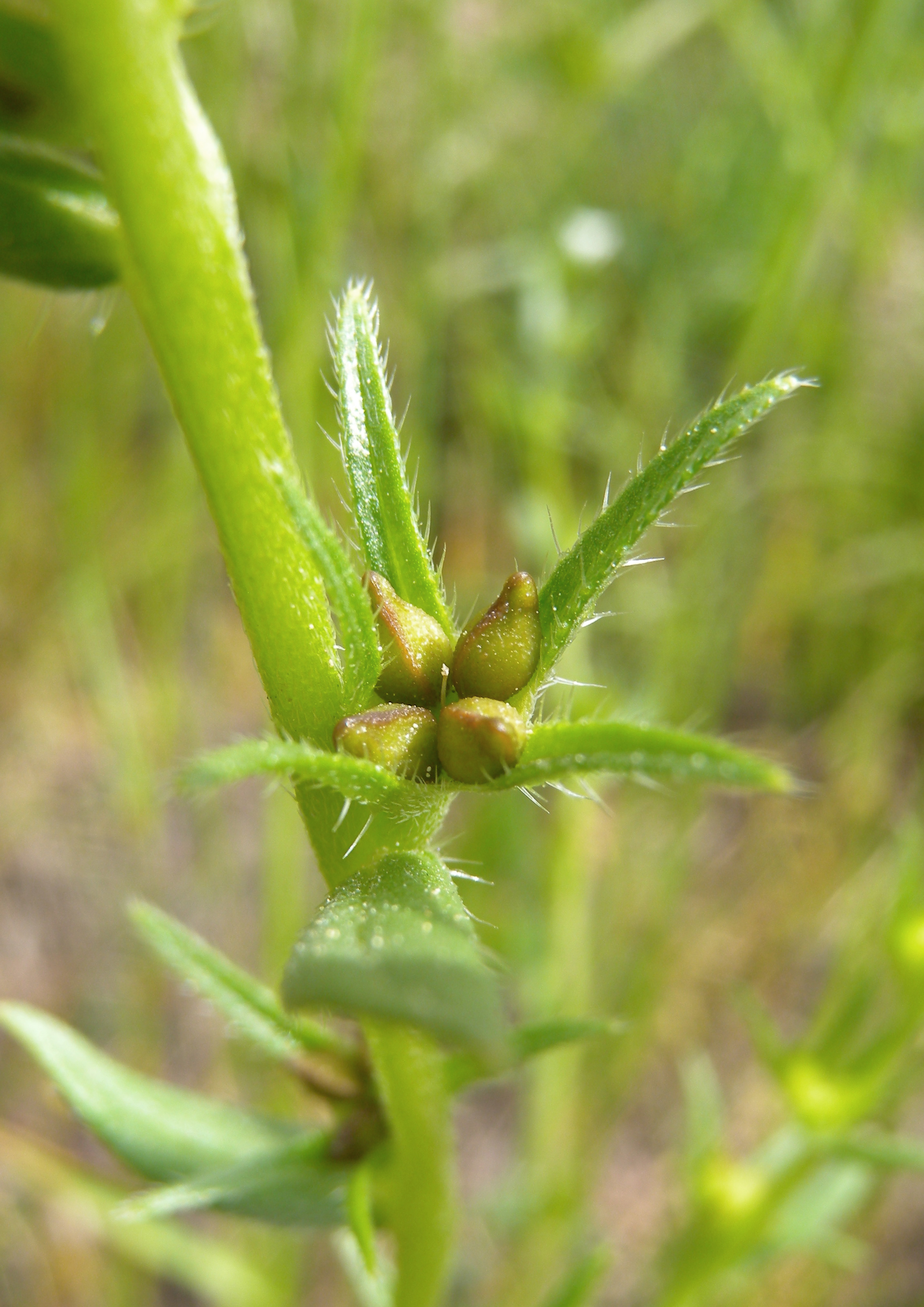
Klausenfrucht von Buglossoides arvensis